# Beamys hindei
Beamys hindei е вид гризач от семейство Мишкови (Muridae). Видът не е застрашен от изчезване.

## Разпространение
Разпространен е в Замбия, Кения, Малави и Танзания.

## Описание
На дължина достигат до 14,9 cm, а теглото им е около 75,8 g.
Популацията на вида е намаляваща.